# The Masked Singer/Staffel 8

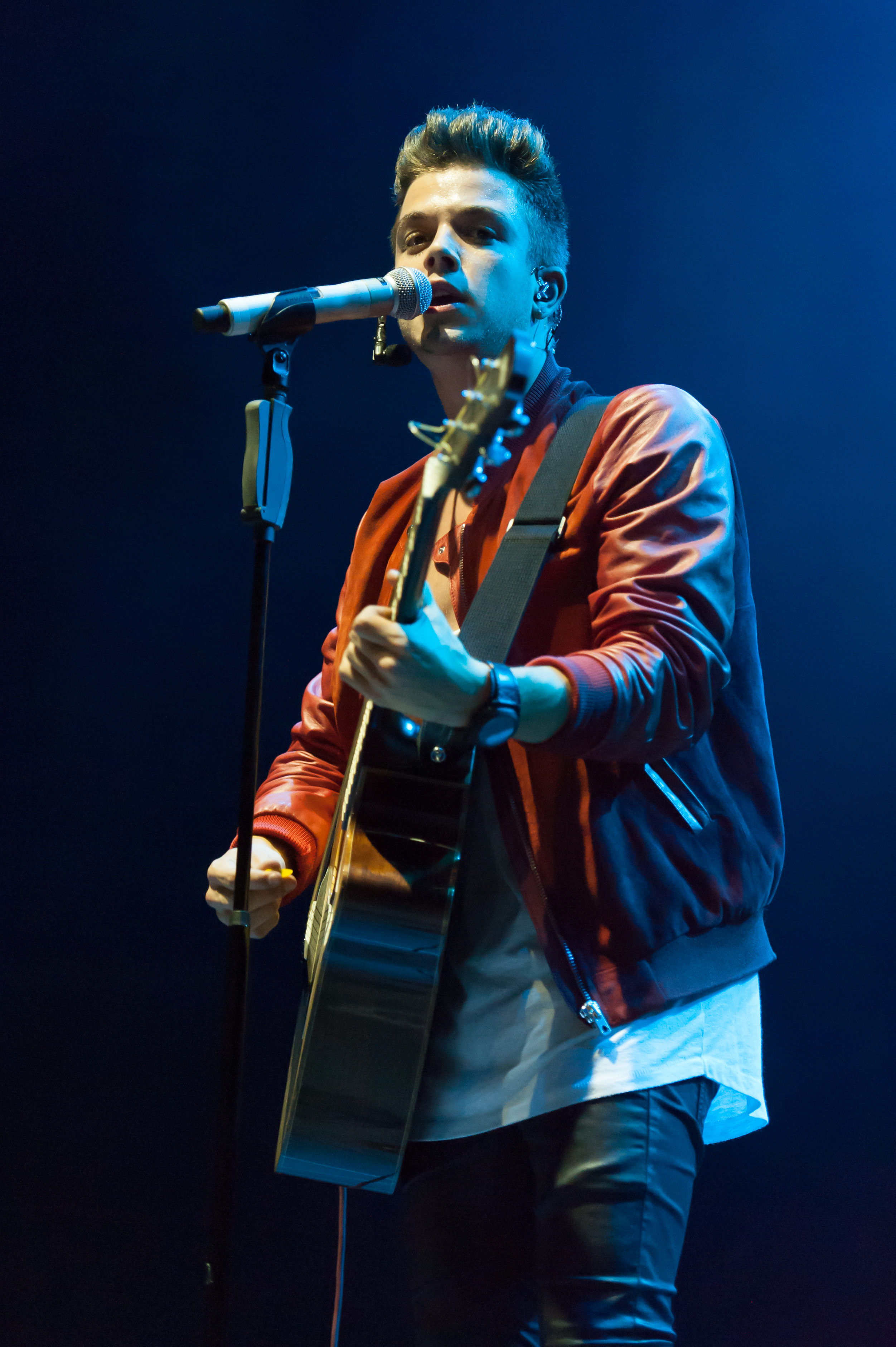
Luca Hänni,
Sieger der achten Staffel

Die achte Staffel von The Masked Singer wurde vom 1. April bis zum 6. Mai 2023 bei ProSieben ausgestrahlt. In dieser Staffel gab es auch Kameras in den Masken, die die Sicht der Teilnehmer zeigten.

## Rateteam
| Folge | Ständige Mitglieder | Ständige Mitglieder | Gastmitglieder                                             |
| ----- | ------------------- | ------------------- | ---------------------------------------------------------- |
| 1     | Ruth Moschner       | Rea Garvey          | Wincent Weiss                                              |
| 2     | Ruth Moschner       | Rea Garvey          | Rick Kavanian                                              |
| 3     | Ruth Moschner       | Rea Garvey          | Carolin Kebekus                                            |
| 4     | Ruth Moschner       | Rea Garvey          | Beatrice Egli                                              |
| 5     | Ruth Moschner       | Rea Garvey          | Sarah Engels                                               |
| 6     | Ruth Moschner       | Rea Garvey          | Daniel Donskoy (Runde 1) Bürger Lars Dietrich (ab Runde 2) |

## Teilnehmer
| Platz | Kostüm                  | Person             | Bekannt als              | Aus in Folge | Quelle      |
| ----- | ----------------------- | ------------------ | ------------------------ | ------------ | ----------- |
| 1     | Schuhschnabel           | Luca Hänni         | Sänger                   | 6            | [ 2 ]       |
| 2     | Igel                    | Felicitas Woll     | Schauspielerin           | 6            | [ 2 ]       |
| 3     | 0Diamantula / Mystica 8 | Patricia Kelly     | Sängerin                 | 6            | [ 2 ]       |
| 4     | Frotteefant             | Melissa Khalaj     | Moderatorin              | 6            | [ 2 ]       |
| 5     | Toast                   | Inka Bause         | Moderatorin, Sängerin    | 5            | [ 3 ]       |
| 6     | Seepferdchen            | Anna Loos          | Schauspielerin, Sängerin | 4            | [ 4 ]       |
| 7     | Pilz                    | Marianne Rosenberg | Sängerin                 | 3            | [ 5 ] [ 6 ] |
| 8     | Waschbär                | Daniel Boschmann   | Moderator                | 2            | [ 7 ]       |
| 9     | Känguru                 | Jan Josef Liefers  | Schauspieler, Musiker    | 1            | [ 8 ]       |

## Folgen
|   | Kostüm        | Lied, Originalinterpret                                               | Ergebnis      |
| - | ------------- | --------------------------------------------------------------------- | ------------- |
| 1 | Känguru       | Blurred Lines – Robin Thicke ft. T.I., Pharrell Williams              | Ausgeschieden |
| 2 | Frotteefant   | Never Gonna Not Dance Again – Pink                                    | Gewonnen      |
| 3 | Schuhschnabel | One Step Closer – Linkin Park                                         | Gewonnen      |
|   |               |                                                                       |               |
| 4 | Igel          | There’s Nothing Holdin’ Me Back – Shawn Mendes                        | Gewonnen      |
| 5 | Toast         | Pump Up the Jam – Technotronic & I’m So Excited – The Pointer Sisters | Gewonnen      |
| 6 | Seepferdchen  | Because of You – Kelly Clarkson                                       | Vielleicht    |
|   |               |                                                                       |               |
| 7 | Pilz          | In the Shadows – The Rasmus                                           | Vielleicht    |
| 8 | Waschbär      | Hey Ya! – OutKast                                                     | Gewonnen      |
| 9 | Diamantula    | Diamonds Are Forever – Shirley Bassey                                 | Gewonnen      |

|   | Kostüm        | Lied, Originalinterpret                                                               | Ergebnis      |
| - | ------------- | ------------------------------------------------------------------------------------- | ------------- |
| 1 | Igel          | About Damn Time – Lizzo                                                               | Vielleicht    |
| 2 | Schuhschnabel | With or Without You – U2                                                              | Gewonnen      |
| 3 | Waschbär      | The Pink Panther Theme – Henry Mancini / Pretty Fly (for a White Guy) – The Offspring | Ausgeschieden |
| 4 | Frotteefant   | Kiss Me – Sixpence None the Richer                                                    | Gewonnen      |
|   |               |                                                                                       |               |
| 5 | Pilz          | You Know I’m No Good – Amy Winehouse                                                  | Vielleicht    |
| 6 | Toast         | Wake Me Up Before You Go-Go – Wham! / Frankreich Frankreich – Bläck Fööss             | Gewonnen      |
| 7 | Seepferdchen  | Clocks – Coldplay                                                                     | Vielleicht    |
| 8 | Diamantula    | Paint It Black – The Rolling Stones                                                   | Gewonnen      |

|                   | Kostüm        | Lied, Originalinterpret                             | Lied, Originalinterpret                                                                                     | Ergebnis      |
| Gemeinschaftssong | Kostüm        | Einzelsong                                          | | Ergebnis      |
| ----------------- | ------------- | --------------------------------------------------- | --- | ------------- |
| 1                 | Frotteefant   | Easy on Me – Adele                                  | Dancing Queen – ABBA                                                                                        | Vielleicht    |
| 2                 | Schuhschnabel | Easy on Me – Adele                                  | Gossip – Måneskin                                                                                           | Gewonnen      |
|                   |               |                                                     | |               |
| 3                 | Toast         | Moves like Jagger – Maroon 5 ft. Christina Aguilera | Scatman (Ski-Ba-Bop-Ba-Dop-Bop) – Scatman John / Be My Lover – La Bouche / Somebody Dance with Me – DJ BoBo | Vielleicht    |
| 4                 | Pilz          | Moves like Jagger – Maroon 5 ft. Christina Aguilera | Industry Baby – Lil Nas X                                                                                   | Ausgeschieden |
| 5                 | Seepferdchen  | Moves like Jagger – Maroon 5 ft. Christina Aguilera | Respect – Otis Redding                                                                                      | Gewonnen      |
|                   |               |                                                     | |               |
| 6                 | Igel          | Bad Romance – Lady Gaga                             | Anti-Hero – Taylor Swift                                                                                    | Vielleicht    |
| 7                 | Diamantula    | Bad Romance – Lady Gaga                             | Dark Horse – Katy Perry                                                                                     | Gewonnen      |

|                    | Kostüm        | Lied, Originalinterpret                          | Lied, Originalinterpret                  | Ergebnis      |
| Gemeinschaftssongs | Kostüm        | Einzelsongs                                      |                                          | Ergebnis      |
| ------------------ | ------------- | ------------------------------------------------ | ---------------------------------------- | ------------- |
| 1                  | Schuhschnabel | Bad Habits – Ed Sheeran ft. Bring Me the Horizon | Pray For Me – The Weeknd, Kendrick Lamar | Gewonnen      |
| 2                  | Seepferdchen  | Bad Habits – Ed Sheeran ft. Bring Me the Horizon | Jolene – Dolly Parton                    | Ausgeschieden |
|                    |               |                                                  |                                          |               |
| 3                  | Igel          | Girls Just Want to Have Fun – Cyndi Lauper       | Never Gonna Give You Up – Rick Astley    | Gewonnen      |
| 4                  | Toast         | Girls Just Want to Have Fun – Cyndi Lauper       | When I Need You – Leo Sayer              | Vielleicht    |
|                    |               |                                                  |                                          |               |
| 5                  | Frotteefant   | Where Is the Love? – The Black Eyed Peas         | Love Yourself – Justin Bieber            | Vielleicht    |
| 6                  | Diamantula    | Where Is the Love? – The Black Eyed Peas         | Elastic Heart – Sia                      | Gewonnen      |

|                                                                                 | Kostüm        | Lied, Originalinterpret                                                         | Ergebnis      |
| ------------------------------------------------------------------------------- | ------------- | ------------------------------------------------------------------------------- | ------------- |
| 1                                                                               | Toast         | Rock You Like a Hurricane – Scorpions / Smoke on the Water – Deep Purple        | Vielleicht    |
| 2                                                                               | Igel          | Chim Chim Cher-ee – Dick Van Dyke und Julie Andrews (aus dem Film Mary Poppins) | Gewonnen      |
| 3                                                                               | 0Mystica 1    | Maneater – Nelly Furtado                                                        | Vielleicht    |
|                                                                                 |               |                                                                                 |               |
| 4                                                                               | Frotteefant   | Levitating – Dua Lipa ft. DaBaby                                                | Vielleicht    |
| 5                                                                               | Schuhschnabel | Closer to the Edge – Thirty Seconds to Mars                                     | Gewonnen      |
| Sing-Off, jeweils gemeinsam mit dem Skelett (Sarah Engels)                      |               |                                                                                 |               |
| 6                                                                               | Toast         | Don’t Be Cruel – Elvis Presley / Tutti Frutti – Little Richard                  | Ausgeschieden |
| 7                                                                               | 0Mystica 1    | Stay – Shakespears Sister                                                       | Gewonnen      |
| 8                                                                               | Frotteefant   | Trick Me – Kelis                                                                | Gewonnen      |
| Intermezzo: Sarah Engels als Skelett: Total Eclipse of the Heart – Bonnie Tyler |               |                                                                                 |               |

| Eröffnung: alle Teilnehmer und Daniel Donskoy als Maulwurf: Shut Up + Dance – Walk the Moon | Eröffnung: alle Teilnehmer und Daniel Donskoy als Maulwurf: Shut Up + Dance – Walk the Moon | Eröffnung: alle Teilnehmer und Daniel Donskoy als Maulwurf: Shut Up + Dance – Walk the Moon | Eröffnung: alle Teilnehmer und Daniel Donskoy als Maulwurf: Shut Up + Dance – Walk the Moon |                                                                                       |
|                                                                                             | Kostüm                                                                                      | Lied, Originalinterpret                                                                     | Ergebnis                                                                                    |                                                                                       |
| Runde 1                                                                                     | Runde 1                                                                                     | Runde 1                                                                                     | Runde 1                                                                                     |                                                                                       |
| ------------------------------------------------------------------------------------------- | ------------------------------------------------------------------------------------------- | ------------------------------------------------------------------------------------------- | ------------------------------------------------------------------------------------------- | ------------------------------------------------------------------------------------- |
| 1                                                                                           | Igel                                                                                        | Flowers – Miley Cyrus                                                                       | Gewonnen                                                                                    |                                                                                       |
| 2                                                                                           | Mystica                                                                                     | Hysteria – Muse                                                                             | Gewonnen                                                                                    |                                                                                       |
| 3                                                                                           | Frotteefant                                                                                 | No Diggity – BLACKstreet                                                                    | Ausgeschieden                                                                               |                                                                                       |
| 4                                                                                           | Schuhschnabel                                                                               | Trustfall – P!nk                                                                            | Gewonnen                                                                                    |                                                                                       |
| Intermezzo: Bürger Lars Dietrich als Werwolf: Hard Rock Hallelujah – Lordi                  |                                                                                             |                                                                                             |                                                                                             |                                                                                       |
| Runde 2, jeweils gemeinsam mit Daniel Donskoy als Maulwurf                                  | Runde 2, jeweils gemeinsam mit Daniel Donskoy als Maulwurf                                  | Runde 2, jeweils gemeinsam mit Daniel Donskoy als Maulwurf                                  | Runde 2, jeweils gemeinsam mit Daniel Donskoy als Maulwurf                                  | Indizien-Gegenstand                                                                   |
| 5                                                                                           | Igel                                                                                        | Uninvited – Alanis Morissette                                                               | Gewonnen                                                                                    | Fisch an einer Angel, Zettel über die Beziehung zum Pilz                              |
| 6                                                                                           | Mystica                                                                                     | Stronger – Britney Spears                                                                   | Ausgeschieden                                                                               | Schild „Gesucht – gefunden, Josef sucht“; gelbes Sparschwein mit einer deutschen Mark |
| 7                                                                                           | Schuhschnabel                                                                               | Losing My Religion – R.E.M.                                                                 | Gewonnen                                                                                    | Plakat „Sitzplatzreservierung? 113“, Ziegelstein                                      |
| Runde 3                                                                                     | Runde 3                                                                                     | Runde 3                                                                                     | Runde 3                                                                                     | Indizien-Scan                                                                         |
| 8                                                                                           | Igel                                                                                        | Anti-Hero – Taylor Swift                                                                    | Ausgeschieden                                                                               | Brandenburger Tor und Fernsehturm                                                     |
| 9                                                                                           | Schuhschnabel                                                                               | Gossip – Måneskin                                                                           | Gewonnen                                                                                    | Bär aus dem Wappen von Bern                                                           |

## Einschaltquoten
| Folge | Datum          | Zuschauer | Zuschauer       | Marktanteil | Marktanteil     | Quelle |
| Folge | Datum          | Gesamt    | 14 bis 49 Jahre | Gesamt      | 14 bis 49 Jahre | Quelle |
| ----- | -------------- | --------- | --------------- | ----------- | --------------- | ------ |
| 1     | 1. April 2023  | 2,14 Mio. | 0,96 Mio.       | 8,8 %       | 17,9 %          | [ 9 ]  |
| 2     | 8. April 2023  | 1,97 Mio. | 0,87 Mio.       | 8,4 %       | 16,8 %          | [ 10 ] |
| 3     | 15. April 2023 | 2,08 Mio. | 0,94 Mio.       | 8,6 %       | 17,2 %          | [ 11 ] |
| 4     | 22. April 2023 | 2,02 Mio. | 0,92 Mio.       | 8,9 %       | 18,7 %          | [ 12 ] |
| 5     | 29. April 2023 | 1,81 Mio. | 0,82 Mio.       | 8,0 %       | 16,5 %          | [ 13 ] |
| 6     | 6. Mai 2023    | 2,00 Mio. | 0,78 Mio.       | 9,4 %       | 16,8 %          | [ 14 ] |
| ø     | ø              | 2,00 Mio. | 0,88 Mio.       | 8,7 %       | 17,3 %          | –      |